# Bodysnatchers
«Bodysnatchers» (с англ. — «Похитители тел») — песня английской рок-группы Radiohead, выпущенная в качестве второго сингла с седьмого студийного альбома In Rainbows (2007) в мае 2008. Песня была изначально выпущена в качестве промосингла в Великобритании вместе с песней «House of Cards». «Bodysnatchers» позже был в ротации на американском радио Modern Rock лейбла ATO Records в мае 2008 года. Это позволило ему подняться на 8 место в Billboard Hot Modern Rock Tracks, что является самым высоким местом группы в чарте после «Creep» 1993 года.

## Запись
«Bodysnatchers» был записан одним живым дублем в полуразрушенном особняке. Продюсер In Rainbows Найджел Годрич думал, что если поместить группу в «неуютную» атмосферу, то это создаст интересную атмосферу для записи, которая мало бы чем отличалась от атмосферы во время записи OK Computer, которая проходила в особняке St Catherine’s Court в городе Бат. Группа жила в караванах, окружающих особняк, пока велись записи. Вокалист Том Йорк говорил, что «эта песня выглядит так, если бы Neu! начали играть некое подобие хиппи-рока. Звучит как та новая австралийская группа Wolfmother». Позже он заявил, что «Bodysnatchers» был вдохновлен викторианскими историями о призраках, книгой «Степфордские жёны» и чувством, когда «ваше физическое сознание попало в ловушку и не может полностью соединиться с чем-либо еще». Йорк и гитарист группы Джонни Гринвуд впервые исполнили «Bodysnatchers» в мае 2006 на The Big Ask в театре KOKO в Лондоне.

## Релиз
В преддверии физического релиза In Rainbows, ATO Records и её подразделение Side One Recordings пустили «Bodysnatchers» на американское радио. ATO был впоследствии выбран в качестве официального лейбла группы для американских релизов. Трек получил большую популярность на Modern Rock Radio и поднялся на 8 место в Billboard Hot Modern Rock Tracks в феврале 2008. «Bodysnatchers» стал самым высоким местом группы в чарте после «Creep» 1993 года.

## Список композиций
Промо CD-R-сингл
1. «House of Cards» (radio edit) — 4:35
2. «Bodysnatchers» — 4:01

## Участники записи
- Том Йорк — вокал, гитара
- Колин Гринвуд — бас
- Джонни Гринвуд — гитара, волны Мартено
- Эд О’Брайен — гитара, бэк-вокал
- Фил Селуэй — барабаны

## Чарты
| Чарты (2008)                      | Высшая позиция |
| --------------------------------- | -------------- |
| Canada Rock (Billboard)           | 22             |
| US Modern Rock Tracks (Billboard) | 8              |